# 愛媛県道167号伊予亀岡停車場線
愛媛県道167号伊予亀岡停車場線（えひめけんどう167ごう いよかめおかていしゃじょうせん）は愛媛県今治市を通る一般県道である。JR四国予讃線の伊予亀岡駅から国道196号までをつなぐ。

## 概要

### 路線データ
- 陸上距離：0.4 ㎞
- 起点：今治市菊間町佐方
- 終点：今治市菊間町種

## 歴史
- 1928年（昭和3年）9月14日 - 愛媛県告示第527号により、亀岡停車場亀岡線として県道に認定される[2]。
- 1958年（昭和33年）6月27日 - 愛媛県告示第566号により、現路線名である伊予亀岡停車場線として県道に認定される（整理番号49番）[3]。
- 1972年（昭和47年）3月16日 - 愛媛県が愛媛県道167号伊予亀岡停車場線として認定。

## 地理

### 通過する自治体
- 今治市

### 交差する道路
- 国道196号

### 沿線にある施設など
- JR四国予讃線伊予亀岡駅
- 出雲大社越智教会